# بيري كارتر
بيري كارتر (بالإنجليزية: Perry Carter)‏ هو لاعب كرة قدم أمريكية أمريكي، ولد في 5 أغسطس 1971 في ماكومب في الولايات المتحدة.

## وصلات خارجية
- بيري كارتر على موقع مرجع كرة القدم المحترفة.كوم (الإنجليزية)